# Wörgl
Wörgl je město v rakouské spolkové zemi Tyrolsko v okrese Kufstein. Žije zde přibližně 14 tisíc obyvatel.
Město leží na řece Inn 20 km od hranice s Německem. Prochází jím železniční trať z Mnichova do Innsbrucku a evropská silnice E641. Poprvé je sídlo zmíněno v roce 1104 pod názvem Uuergile a v roce 1951 mu byla udělena městská práva. Wörgl je dopravním uzlem a centrem obchodu, mlékárenství a dřevozpracujícího průmyslu. Turistickou atrakcí je velký akvapark.
V době velké hospodářské krize proslul Wörgl experimentem s lokální měnou. Starosta Michael Unterguggenberger se inspiroval teoriemi Silvia Gesella a rozhodl se čelit nezaměstnanosti a nedostatku peněz mezi občany vydáváním speciálních poukázek, které lidé dostávali za práci pro obec a mohli si za ně vybrat zboží v místních obchodech. Projektu se podařilo rozhýbat lokální ekonomiku a byl v médiích nazýván „zázrak ve Wörglu“, pochvalně ho hodnotil i Édouard Daladier, v září 1933 však Rakouská národní banka nařídila jeho zastavení.

## Partnerská města
- Albrechtice nad Orlicí, Česko [6]

## Osobnosti
- Reinhard Furrer (1940 – 1995), německý vědec a astronaut
- Gerhard Berger (* 1959), bývalý pilot Formule 1
- Stefan Horngacher (* 1969), skokan na lyžích, olympijský medailista
- Heinz Zak (* 1958), rakouský horolezec a fotograf